# 宽叶锥花
宽叶锥花（学名：Gomphostemma latifolium）为唇形科锥花属下的一个种。

## 扩展阅读
- 維基物種上的相關：宽叶锥花